# Valentin Asmus
Valentin Ferdinandovič Asmus (rusky Валенти́н Фердина́ндович А́смус; 18. prosincejul./ 30. prosince 1894greg. Kyjevě – 5. června 1975 v Moskvě) byl sovětský filozof, historik filosofie a vysokoškolský pedagog německého původu.

## Život
Jeho otcem byl poruštěný německý úředník. V roce 1919 absolvoval Kyjevskou univerzitu. V roce 1940 získal hodnost doktora filosofických věd. Pracoval jako profesor Lomonosovovy univerzity.

## Ocenění
V roce 1943 byl Asmus vyznamenán Stalinovou cenou prvního stupně (Сталинская премия 1-й степени) za učebnici Dějiny filosofie. V roce 1965 se stal držitelem čestného titulu „Zasloužilý vědec RSFSR“.

## Vliv
Mezi Asmusovy žáky patří Gennadij Majorov, Jurij Melvil, Vjačeslav Šestakov aj.

## Publikace
Podílel se na filozofických kapitolách učebnice Základy marxismu-leninismu za redakce Otto Kuusinena.
- Асмус В. Ф. Вопросы истории и теории эстетики. — М., 1968.

Překlady do češtiny
- ASMUS, V. F. Estetické konfrontace (původním názvem: Платон – философ‑художник античного мира, Вопросы истории и теории эстетики). Příprava vydání : výbor uspořádal Vladimír Svatoň; překlad : Miluše a Ladislav Zadražilovi. 1. vyd. Praha: Svoboda, 1977.
- ASMUS, V. F. Antická filozofie. Překlad : Jan Zouhar. 1. vyd. Praha: Svoboda, 1986. 542 s. (Členská knižnice).